# أولاد امراح
أولاد امراح هي جماعة حضرية  في إقليم سطات ضمن جهة الشاوية ورديغة بالغرب المغربي. كان مجموع عدد سكان الجماعة الحضرية أولاد امراح 9.166 نسمة. (تعداد السكان الرسمي 2004)